# Жайылминский сельский округ
Жайылминского сельского округа — административная единица Сарысуского района в Жамбылской области.

## Состав административного
Административный центр округа — село Жайылма. В состав единицы также входя населённые пункты Актам, Кызылдикан, Маятас.

## Население
По данным перепипси 2009 года, население округа составляет 3621 человек.